# Nothing (canción de The Rasmus)

«Nothing» —en español: «Nada»— es el cuarto sencillo para su noveno álbum Dark Matters de la banda de rock alternativo finlandesa The Rasmus y la cuarta pista en el álbum. Fue estrenado el 26 de enero de 2018. El video oficial fue grabado en las ciudades de Berlín, Colonia, Viena, Ámsterdam, Londres, Tokio y Osaka. Fue dirigido por el bajista del grupo Eero Heinonen.

## Lista de canciones
Descarga digital

| N.º | Título    | Duración |  |
| 1.  | «Nothing» | 3:42     |  |

## Créditos
The Rasmus
- Lauri Ylönen: Vocales
- Pauli Rantasalmi: Guitarra
- Eero Heinonen: Bajo
- Aki Hakala: Batería